# Morteau
Morteau és un municipi francès situat al departament del Doubs i a la regió de Borgonya - Franc Comtat. L'any 2007 tenia 6.403 habitants.

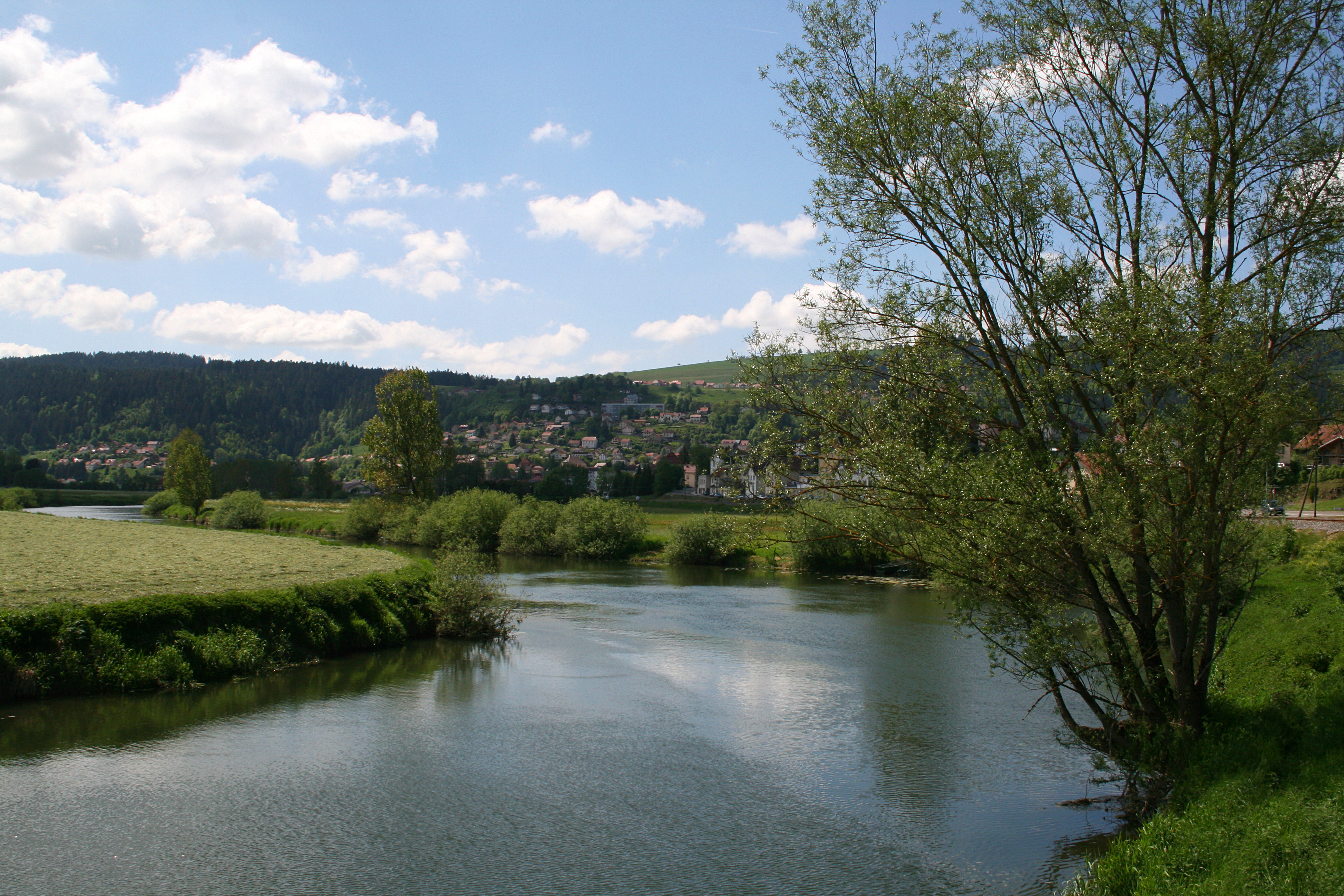
Vista del riu Doubs al seu pas per Morteau

## Demografia

### Població
El 2007 la població de fet de Morteau era de 6.403 persones. Hi havia 2.931 famílies de les quals 1.202 eren unipersonals (620 homes vivint sols i 582 dones vivint soles), 803 parelles sense fills, 686 parelles amb fills i 240 famílies monoparentals amb fills.
La població ha evolucionat segons el següent gràfic:
Habitants censats

### Habitatges
El 2007 hi havia 3.222 habitatges, 2.990 eren l'habitatge principal de la família, 43 eren segones residències i 189 estaven desocupats. 931 eren cases i 2.283 eren apartaments. Dels 2.990 habitatges principals, 1.449 estaven ocupats pels seus propietaris, 1.477 estaven llogats i ocupats pels llogaters i 64 estaven cedits a títol gratuït; 117 tenien una cambra, 367 en tenien dues, 769 en tenien tres, 826 en tenien quatre i 911 en tenien cinc o més. 2.046 habitatges disposaven pel capbaix d'una plaça de pàrquing. A 1.633 habitatges hi havia un automòbil i a 934 n'hi havia dos o més.

### Piràmide de població
La piràmide de població per edats i sexe el 2009 era:
| Homes | Edats   | Dones |
| ----- | ------- | ----- |
| 4     | 95 o +  | 16    |
| 16    | 90 a 94 | 32    |
| 20    | 85 a 89 | 80    |
| 32    | 80 a 84 | 64    |
| 92    | 75 a 79 | 140   |
| 104   | 70 a 74 | 160   |
| 140   | 65 a 69 | 188   |
| 124   | 60 a 64 | 144   |
| 148   | 55 a 59 | 136   |
| 236   | 50 a 54 | 216   |
| 184   | 45 a 49 | 180   |
| 196   | 40 a 44 | 256   |
| 256   | 35 a 39 | 204   |
| 288   | 30 a 34 | 248   |
| 308   | 25 a 29 | 280   |
| 184   | 20 a 24 | 168   |
| 193   | 15 a 19 | 201   |
| 148   | 10 a 14 | 184   |
| 248   | 5 a 9   | 160   |
| 196   | 0 a 4   | 188   |

## Economia
El 2007 la població en edat de treballar era de 4.346 persones, 3.455 eren actives i 891 eren inactives. De les 3.455 persones actives 3.140 estaven ocupades (1.695 homes i 1.445 dones) i 315 estaven aturades (136 homes i 179 dones). De les 891 persones inactives 302 estaven jubilades, 331 estaven estudiant i 258 estaven classificades com a «altres inactius».

### Ingressos
El 2009 a Morteau hi havia 3.020 unitats fiscals que integraven 6.451,5 persones, la mediana anual d'ingressos fiscals per persona era de 22.114 €.

### Activitats econòmiques
Dels 464 establiments que hi havia el 2007, 3 eren d'empreses extractives, 11 d'empreses alimentàries, 11 d'empreses de fabricació de material elèctric, 25 d'empreses de fabricació d'altres productes industrials, 30 d'empreses de construcció, 131 d'empreses de comerç i reparació d'automòbils, 13 d'empreses de transport, 29 d'empreses d'hostatgeria i restauració, 12 d'empreses d'informació i comunicació, 32 d'empreses financeres, 29 d'empreses immobiliàries, 55 d'empreses de serveis, 55 d'entitats de l'administració pública i 28 d'empreses classificades com a «altres activitats de serveis».
Dels 109 establiments de servei als particulars que hi havia el 2009, 1 era una oficina d'administració d'Hisenda pública, 2 oficines del servei públic d'ocupació, 1 gendarmeria, 1 oficina de correu, 8 oficines bancàries, 3 funeràries, 9 tallers de reparació d'automòbils i de material agrícola, 2 tallers d'inspecció tècnica de vehicles, 1 establiment de lloguer de cotxes, 3 autoescoles, 2 paletes, 4 guixaires pintors, 4 fusteries, 9 lampisteries, 3 electricistes, 3 empreses de construcció, 11 perruqueries, 3 veterinaris, 3 agències de treball temporal, 18 restaurants, 11 agències immobiliàries, 2 tintoreries i 5 salons de bellesa.
Dels 72 establiments comercials que hi havia el 2009, 3 eren supermercats, 1 un supermercat, 1 una gran superfície de material de bricolatge, 3 botiges de menys de 120 m², 4 fleques, 3 carnisseries, 1 una botiga de congelats, 6 llibreries, 13 botigues de roba, 5 botigues d'equipament de la llar, 5 sabateries, 7 botigues d'electrodomèstics, 4 botigues de mobles, 5 botigues de material esportiu, 1 una botiga de material esportiu, 4 drogueries, 2 perfumeries, 1 una perfumeria i 3 floristeries.
L'any 2000 a Morteau hi havia 15 explotacions agrícoles que ocupaven un total de 638 hectàrees.

## Equipaments sanitaris i escolars
El 2009 hi havia 1 hospital de tractaments de curta durada, 1 hospital de tractaments de mitja durada (seguiment i rehabilitació), 1 un hospital de tractaments de llarga durada, 3 psiquiàtrics, 3 farmàcies i 3 ambulàncies.
El 2009 hi havia 3 escoles maternals i 3 escoles elementals. A Morteau hi havia 2 col·legis d'educació secundària i 1 liceu d'ensenyament general. Als col·legis d'educació secundària hi havia 999 alumnes i als liceus d'ensenyament general 1.119.

## Poblacions més properes
El següent diagrama mostra les poblacions més properes.